# Narzynka

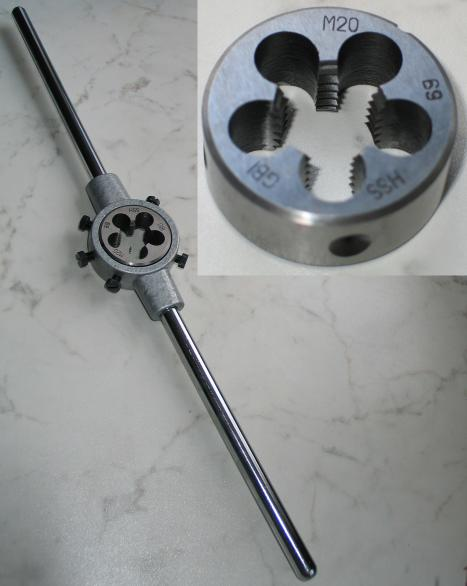
Narzynka M20 osadzona w uchwycie

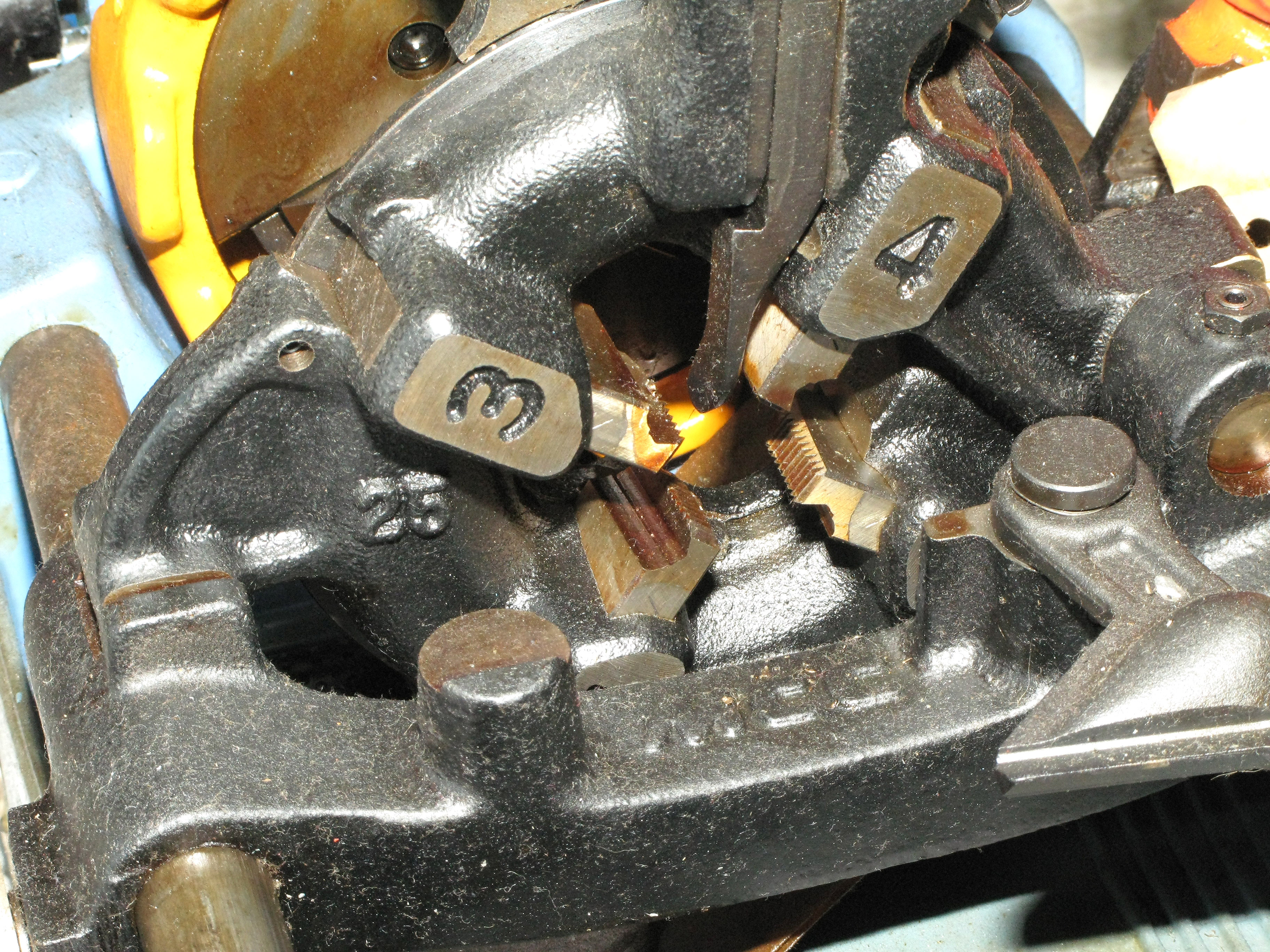
Gwintownica do rur

Narzynka – narzędzie wieloostrzowe służące do nacinania gwintów zewnętrznych. Działa analogicznie do nakrętki z tą jednak różnicą, że jest wyposażona w nacinające ostrza, które wykonują gwint na przedmiocie (najczęściej walcu), na który jest nakręcana.

Odmianą narzynki jest gwintownica, służąca do nacinania gwintów zewnętrznych rur. Często posiada przestawne ostrza, umożliwiające nacinanie gwintów na rurach o różnych średnicach. 